# Домовина (издавачко предузеће)
За друга значења, погледајте Домовина.
Народно издавачко предузеће „Домовина” (глсрп. Ludowe nakładnistwo Domowina; длсрп. Ludowe nakładnistwo Domowina, скраћ. LND) лужичкосрпско је издавачко предузеће у Бауцену.
Издаје литературу у лужичкосрпским и немачком језику, укључујући дневне новине на горњолужичкосрпском језику „Serbske Nowiny”, новине на доњолужичкосрпском „Nowy Casnik”, научни часопис „Lětopis”, културни часопис „Rozhlad”, дечји часопис „Płomjo”, педагошки часопис „Serbska šula”. Заједно са језичким центром „WITAJ” објављује школску литературу и дечји часопис — „Płomjo” на горњолужичкосрпском и „Płomje” на доњолужичкосрпском. Издавачко предузеће има Смолерову књижару у Бауцену, која нуди читатељима сву литературу о Лужичким Србима на лужичкосрпским и немачком језику. Године 2000. основано је друштво „Пријатеља Смолерове књижаре”. Издавачко предузеће сарађује са издавачима у словенским земљама, учествује на сајмовима књига у Лајпцигу, Прагу и Варшави.

## Историја
Државно издвачко предузеће је основано 1. јула 1958. године након спајања одељења берлинских издавачких кућа у Бауцену — Verlag Junge Welt (осн. 1952) и Volk und Wissen (осн. 1954). Задатак издвачког предузећа била је издавање различите литературе на лужичкосрпском језику, укључујући научно-истраживачки радови, школске уџбенике, новине и часописе. До времена уједињења Немачке издавачко предузеће је имало око 100 запослених. Након уједињења Немачке издавачка кућа је претворена у друштво са ограниченом одговорношћу — GmbH. 2. децембра 1992. године четири лужичкосрпске организације („Домовина”, Матица лужичкосрпска, Лужичкосрпско школско друштво и Удружење лужичкосрпских уметника) купиле су издавачку кућу по симболичној цени. Од 1992. године издавачка кућа има подршку од Фонда лужичкосрпског народа.
До 2010. године у издавачком предузећу изашло је око 3800 врста штампарске продукције, укључујући око хиљаду уџбеника, 500 књига за децу, 350 научних радова (углавном на немачком), 300 уметничких дела лужичкосрпских аутора, скоро 100 нових издања (укључујући сакупљена дела пет писаца) и друга литература. Књиге након 1990. године излазе у наклади од 400—600 примерака, што је око 30% мање него у НДР.
Руководиоци издавачког предузећа
- Франц Рајш (1958—1959)
- Мерсин Бенада (1959—1988)
- Павол Фелкел (1989—1992)
- Ингрид Јуршикова (1993—1995)
- Лудмила Бударјова (1995—2003)
- Марка Мачијова (од 2003)